# Cănăraș
Cănărașul (Serinus serinus) sau canarul european este cea mai mică specie din familia cintezelor (Fringillidae) și este strâns înrudit cu canarul comun. Dieta sa constă în principal dintr-o combinație de muguri și semințe. Depune un număr de 4-5 ouă, care sunt albastre cu pete ruginii. Incubația durează 12-13 zile. Este o pasăre migratoare de scurtă durată. Migrează spre regiunile din nord-estul Africii și estul Mării Mediterane, dar în iernile blânde unele specii rămân la noi în România.

## Taxonomie
Cănărașul a fost descris de Carl Linnaeus în 1766 în cea de-a 12-a ediție a lucrării sale Systema Naturae sub denumirea binomială Fringilla serinus. Denumirea latină serinus provine din cuvântul francez serin pentru canar. Cuvântul francez poate fi o corupere a cuvântului latin citrinus care înseamnă „de culoarea lămâii”.